# Liste der Stolpersteine in Röbel/Müritz
Die Liste der Stolpersteine in Röbel/Müritz enthält alle Stolpersteine, die im Rahmen des gleichnamigen Projekts von Gunter Demnig in Röbel/Müritz verlegt wurden. Mit ihnen soll Opfern des Nationalsozialismus gedacht werden, die in Röbel lebten und wirkten. Bisher wurden am 3. August 2012 insgesamt acht Stolpersteine an vier Adressen verlegt.

## Verlegte Stolpersteine
| Bild                                             | Person, Inschrift                                                                                           | Adresse                                        | Verlegedatum | Anmerkung |
| ------------------------------------------------ | --- | ---------------------------------------------- | ------------ | --- |
| Stolperstein Röbel Marktplatz 10 Ina Levy        | Hier wohnte Ina Levi geb. Engel Jg. 1870 deportiert 1942 Theresienstadt tot 7.4.1943                        | Marktplatz 10                                  | 3. Aug. 2012 | Ina Levy wurde am 28. September 1870 als Ina Engel in Röbel geboren. Sie heiratete Aron Levi und lebte mit ihm in Bad Sülze. Sie hatten fünf gemeinsame Kinder. 1938 siedelten sie nach Rostock über. Am 11. November 1942 wurde sie verhaftet und kam in das Gefängnis Neustrelitz. Von dort wurde sie am 12. November 1942 in die Sammelstelle Große Hamburger Straße in Berlin gebracht. Am 19. November 1942 wurde sie von dort in das Ghetto Theresienstadt deportiert, wo sie am 7. April 1943 starb. |
| Stolperstein Röbel Marktplatz 10 Käthe Engel     | Hier wohnte Käthe Engel geb. Michaelis Jg. 1879 deportiert 1942 ermordet in Raasiku                         | Marktplatz 10                                  | 3. Aug. 2012 | Käthe Engel wurde am 12. August 1879 als Katharina Michaelis in Gransee geboren. Sie heiratete Aron Engel und bekam 1902 mit ihm einen Sohn. Im März 1938 verkauften sie ihr Haus am Markt in Röbel und siedelten nach Berlin über, wo ihr Ehemann am 5. Januar 1942 verstarb. Am 26. September 1942 wurde sie ab Berlin in die Tötungsstätte Raasiku deportiert, wo sie vermutlich ermordet wurde. |
| Stolperstein Röbel Kirchplatz 2 Heinz Wunderlich | Hier wohnte Heinz Wunderlich Jg. 1906 deportiert 1942 ermordet in Auschwitz                                 | Kirchplatz 2                                   | 3. Aug. 2012 | Heinz Wunderlich wurde am 21. Juni 1906 in Aschersleben geboren. Er betrieb in Röbel ein Geschäft, das er von seinen Eltern übernommen hatte. Nach deren Tod verkaufte er es im Oktober 1936 und zog 1937 nach Rostock. Im Oktober 1938 zog er nach Erfurt, wo er am 10. November 1938 nach den Novemberpogromen verhaftet wurde und bis Januar 1939 im KZ Buchenwald inhaftiert war. Danach lebte er wieder in Rostock. Im April 1941 heiratete er Minna Salomonczyk in Bernburg und lebte mit ihr zusammen in Rostock. Am 10. Juli 1942 wurden er und seine Frau über das Durchgangslager Ludwigslust in das Vernichtungslager Auschwitz deportiert. Für Heinz Wunderlich wurde im Oktober 2017 vor dem ehemaligen „Judenhaus“ in der Wendenstraße 2 in Rostock ein Denkstein gesetzt. |
| Stolperstein Röbel Kirchplatz 2 Minna Wunderlich | Hier wohnte Minna Wunderlich geb. Salomonczyk Jg. 1911 deportiert 1942 ermordet in Auschwitz                | Kirchplatz 2                                   | 3. Aug. 2012 | Minna Wunderlich wurde am 16. Juli 1911 als Minna Salomonczyk in Łódź geboren. Sie war gelernte Schneiderin. Im April 1941 heiratete sie Heinz Wunderlich in Bernburg und lebte mit ihm zusammen in Rostock. Am 10. Juli 1942 wurden sie und ihr Mann über das Durchgangslager Ludwigslust in das Vernichtungslager Auschwitz deportiert. Für Gitel Wunderlich wurde im Oktober 2017 vor dem ehemaligen „Judenhaus“ in der Wendenstraße 2 in Rostock ein Denkstein gesetzt. |
| Stolperstein Röbel Hohe Straße 20 Robert Beyer   | Hier wohnte Robert Beyer Jg. 1870 deportiert 1943 Theresienstadt ermordet 22.10.1943                        | Hohe Straße 20                                 | 3. Aug. 2012 | Robert Beyer wurde am 8. Oktober 1870 in Röbel geboren. 1902 heiratete er Lisbeth Beyer und hatte mit ihr zwei Söhne. Zusammen betrieben sie ein Geschäft in der Hohen Straße 20. Seine Frau Lisbeth verstarb 1937. Er war der letzte Vorsteher der Jüdischen Gemeinde in Röbel. Am 10. November 1938 wurde er verhaftet und war bis zum 16. November 1938 im Zuchthaus Alt-Strelitz inhaftiert. Am 5. Mai 1943 wurde er ab Hamburg in das Ghetto Theresienstadt deportiert, wo er am 22. Oktober 1943 starb. |
| Stolperstein Röbel Hohe Straße 20 Kurt Beyer     | Hier wohnte Kurt Beyer Jg. 1903 deportiert 1942 ermordet in Auschwitz                                       | Hohe Straße 20                                 | 3. Aug. 2012 | Kurt Beyer wurde am 3. Oktober 1903 als Sohn von Robert und Lisbeth Beyer in Röbel geboren. Die Mutter starb 1937. Am 10. Juli 1942 wurde er in das Vernichtungslager Auschwitz deportiert. |
| Stolperstein Röbel Hohe Straße 20 Hermann Beyer  | Hier wohnte Hermann Beyer Jg. 1906 Flucht 1939 USA überlebt                                                 | Hohe Straße 20                                 | 3. Aug. 2012 | Hermann Beyer wurde am 25. April 1906 als Sohn von Robert und Lisbeth Beyer in Röbel geboren. Die Mutter starb 1937. Im Juli 1939 gelang ihm die Emigration nach England. Dort heiratete er 1947 Margot Linke und siedelte in die USA über, wo er 1983 in Brooklyn verstarb. |
| Stolperstein Gustav Melkert                      | Hier wohnte Gustav Melkert Jg. 1890 im Widerstand verhaftet 1943 erschlagen 17.6.1943 Gefängnis Neustrelitz | Gustav-Melkert-Straße 2 (ehemals Gildekamp 13) | 3. Aug. 2012 | Gustav Melkert wurde am 22. April 1890 in Wittenburg geboren. 1900 heiratete er Johanna Krüger, mit der er drei gemeinsame Kinder hatte. Nach Inhaftierung 1943 im Altstrelitzer Gefängnis wurde er dort am 17. Juli 1943 erschlagen. Stein war am 13. Mai 2019 vor dem Haus Gustav-Melkert-Straße 2 nicht zu finden. Das Gehwegpflaster ist im Jahr 2018 erneuert worden. |